# 讓·波利亞切克
讓·波利亞切克（法語：Jean Poliatschek，1914年1月14日—1993年2月27日）出生於法國奧克西塔尼大區上加龍省的圖盧茲，是一位拉比和猶太教的神學家。

## 生平
他在法國猶太神學院獲得完整的猶太教神學教育，1948年成為坦恩的拉比，之後成為阿尔萨斯的拉比。之後搬到以色列的耶路撒冷，在巴伊蘭大學和耶路撒冷希伯來大學任教。